# 區麗莊 (1976年)
區麗莊（1976年—），香港金融界人士，目前是滙業銀行行政總裁，為銀行持有人區宗傑的長女。早年就讀香港聖士提反女子中學，後來升讀倫敦國王學院臨床科學系。
雖然父親是澳門紅色商人和全國政協委員，但她曾高調參與雨傘革命，並且在其後與搭檔梁柏堅一齊代表泛民主派出選2015年香港區議會選舉。然而她最終落敗。

## 外部連結
- 區麗莊Facebook專頁